# Lautaro Jiménez Corbalán
Lautaro José Jiménez Corbalán (Corrientes, 1962) es un militar argentino veterano de guerra de Malvinas (VGM) en situación de retiro. También es escritor y divulgador de la temática Malvinas.

## Inicios y participación en Malvinas
Aunque es correntino, cursó sus estudios secundarios en el Liceo Militar "General Espejo" con asiento en Mendoza. Egresó del Colegio Militar el 7 de abril de 1982 como subteniente de infantería "en comisión", con la promoción 113 (llamada "Islas Malvinas"). Fue designado jefe de la 3.ª Sección de la Compañía "B" del Regimiento de Infantería 4 (3/B/RI 4) con destino en el monte Harriet, donde se batió contra el 42 Comando de Royal Marines en la batalla del monte Harriet (11 y 12 de junio de 1982). Sobrevivió a una mina antipersonal y fue rescatado por sus soldados.

## Trayectoria posterior
Después de la guerra continuó como oficial del Ejército Argentino, se casó y tuvo tres hijos. Se hizo oficial de Estado Mayor en la Escuela Superior de Guerra. Fue expedicionario al desierto blanco (EDB) y tuvo destino en la Dirección Nacional del Antártico. Pasó a retiro con el grado de coronel mayor.
En la década de los 2000 se dedicó a la escritura para exhibir la historia el RI 4 y en 2012 publicó el libro Malvinas, en primer línea (con seis ediciones posteriormente), donde relata su experiencia de combate como jefe de la 3.ª Sección de la Compañía "B", con el testimonio de 70 veteranos y con el prólogo de Nicolás Kasanzew.
También es autor de Donde yacen los recuerdos, El llamado y Vivencias y anécdotas de integrantes del Regimiento 4. En 2023 publicó Los olvidados del Harriet, dedicado a los elementos de apoyo de combate de la III Brigada de Infantería agregados al RI 4 en el Harriet en 1982.
Es divulgador de la temática Malvinas y realiza exposiciones y conferencias sobre la guerra. Se halla en el ámbito académico y como profesor de historia del nivel de enseñanza medio y universitario como docente de Geopolítica en la Universidad Católica de Salta.

## Obras
- Malvinas en primera línea (5ta. edición). Buenos Aires, Argentina: Edivern. 2015. ISBN 9789871084395.
- Donde yacen los recuerdos: un cuento no tan cuento. Buenos Aires, Argentina: Ediciones Argentinidad. 2015. p. 52. ISBN 9789871942329.
- El llamado: un cuento malvinero de ciencia ficción. Buenos Aires, Argentina: Ediciones Argentinidad. 2015. p. 48. ISBN 9789871942312.
- Malvinas: los olvidados del Harriet : otra apasionante historia de los que combatieron en primera línea. Buenos Aires, Argentina: Ediciones Argentinidad. 2023. p. 551. ISBN 9789878934211.